# Список запусков ракеты-носителя Электрон
С мая 2017 по август 2025 года произведено 69 запусков  ракеты-носителя «Электрон» американской частной компании Rocket Lab, включая два испытательных и три суборбитальных. Из них 4 неудачных.

## Статистика запусков

### По результатам миссии
- Неудача
- Успех
- Запланировано

### По стартовым площадкам
- Махия, LC-1A
- Махия, LC-1B
- MARS LC-2

## Список запусков
| №           | Дата, время (UTC) | Стартовая площадка | Полезная нагрузка                                                                                            | Орбита          | Результат |
| 2017 год    | 2017 год | 2017 год           | 2017 год | 2017 год        | 2017 год  |
| ----------- | --- | ------------------ | --- | --------------- | --------- |
| 1           | 25 мая 2017, 14:20 | Махия, LC-1A       | без полезной нагрузки                                                                                        | НОО             | Неудача   |
| 1           | Испытательный полёт без полезной нагрузки, вместо неё ракета оснащалась дополнительным оборудованием для сбора телеметрии во время полёта. Планировался выход на орбиту высотой между 300 и 500 км, с наклонением 83°. Запуск несколько раз откладывался из-за неблагоприятных погодных условий. После старта продемонстрированы успешная работа первой ступени, расстыковка ступеней, запуск второй ступени и сброс головного обтекателя. Спустя 3 минуты после запуска ракета достигла границы космоса, но вторая ступень не смогла достичь необходимой скорости для выхода на околоземную орбиту. По словам разработчиков, полёт был прекращён по команде с земли из-за неверных данных, выдаваемых наземной системой измерений. Лозунг миссии «It’s a Test» («Это испытание») |                    | |                 |           |
| 2018 год    | |                    | |                 |           |
| 2           | 21 января 2018, 01:30 | Махия, LC-1A       | Dove Pioneer, Lemur-2 (2 шт.), Humanity Star.                                                                | НОО             | Успех     |
| 2           | Второй испытательный запуск, с полезной нагрузкой (3 наноспутника). Три объекта каталогизированы на орбите 290 × 530 км, и два объекта на орбите 494 × 534 км. Лозунг миссии «Still Testing» («Всё ещё испытываем») |                    | |                 |           |
| 3           | 11 ноября 2018, 03:50 | Махия, LC-1A       | Lemur-2 (2 шт.), CICERO, Irvine 01, NABEO, Proxima (2 шт.)                                                   | НОО             | Успех     |
| 3           | Первый коммерческий запуск. Лозунг миссии «It’s Business Time» («Пора перейти к делу») |                    | |                 |           |
| 4           | 16 декабря 2018, 06:33 | Махия, LC-1A       | ALBus, ANDESITE, CeREs, CHOMPTT, CubeSail, DaVinci, ISX, NMTSat, RSat-P, SHFT-1, Shields-1, STF-1            | НОО             | Успех     |
| 4           | Запуск наноспутников, созданных студентами университетов при поддержке NASA, в рамках миссии ELaNa-19. Лозунг миссии «This One’s For Pickering» («Эта в честь Пикеринга») |                    | |                 |           |
| 2019 год    | |                    | |                 |           |
| 5           | 28 марта 2019, 23:30 | Махия, LC-1A       | Radio Frequency Risk Reduction Deployment Demonstration (R3D2)                                               | НОО             | Успех     |
| 5           | Запуск космического аппарата R3D2, разработанного компанией Northrop Grumman в целях тестирования технологии разворачивания антенн в интересах Управления перспективных исследований Министерства обороны США (DARPA). Лозунг миссии «Two Thumbs Up» («Большие пальцы вверх!») |                    | |                 |           |
| 6           | 5 мая 2019, 06:00 | Махия, LC-1A       | Harbinger, SPARC-1, Falcon ODE                                                                               | НОО             | Успех     |
| 6           | Запуск трёх космических аппаратов для ВВС США. Лозунг миссии «That’s a Funny Looking Cactus» («Это необычный кактус») |                    | |                 |           |
| 7           | 29 июня 2019, 04:30 | Махия, LC-1A       | BlackSky Global 3, Prometheus-2.5/2.6, ACRUX-1                                                               | НОО             | Успех     |
| 7           | Запуск спутника ДЗЗ и трёх кубсатов в рамках миссии, организованной компанией Spaceflight Industries. Лозунг миссии «Make it Rain» («Да будет дождь!») |                    | |                 |           |
| 8           | 19 августа 2019, 12:12 | Махия, LC-1A       | BlackSky Global 4, BRO 1, Pearl White 1, Pearl White 2                                                       | НОО             | Успех     |
| 8           | 56-килограммовый микроспутник и три 6U-кубсата выведены на орбиту высотой 540 км, наклонением 45°. Лозунг миссии «Look Ma, No Hands!» («Мам, само работает!») |                    | |                 |           |
| 9           | 17 октября 2019, 01:22 | Махия, LC-1A       | Спутник компании Astrodigital                                                                                | НОО             | Успех     |
| 9           | Лозунг миссии «As The Crow Flies» («Прямая как стрела») |                    | |                 |           |
| 10          | 6 декабря 2019, 08:18 | Махия, LC-1A       | ATL-1, Fossasat-1, NOOR-1A (Unicorn 2B), NOOR-1B (Unicorn 2C), SMOG-PTRSI, SatALE-2                          | НОО             | Успех     |
| 10          | Лозунг миссии «Running Out Of Fingers» («Не хватает пальцев для пересчёта)». На первой ступени было установлено навигационное оборудование и система ориентации — газовые сопла, работающие на сжатом азоте, для контроля положения ступени в пространстве, а также дополнительное оборудование для сбора и передачи данных о состоянии ступени при возвращении в атмосферу. Согласно телеметрическим данным ракета пережила возврат и достигла поверхности воды в хорошем состоянии. |                    | |                 |           |
| 2020 год    | |                    | |                 |           |
| 11          | 31 января 2020, 02:56 | Махия, LC-1A       | NROL-151 | НОО             | Успех     |
| 11          | Лозунг миссии «Birds of a Feather» («Свои держатся вместе»). Запуск малого спутника в интересах Национального управления военно-космической разведки США (NRO). Был проведён ещё один сбор телеметрических данных о возвращении первой ступени. |                    | |                 |           |
| 12          | 13 июня 2020, 05:12 | Махия, LC-1A       | USA-301, 302, 303; ANDESITE; RAAF M2 Pathfinder                                                              | ССО             | Успех     |
| 12          | Полезной нагрузкой стали 3 малых спутника для NRO и два наноспутника университетов США и Австралии. Лозунг миссии: «Don’t stop me now» («Так что не останавливай меня») |                    | |                 |           |
| 13          | 4 июля 2020, 21:19 | Махия, LC-1A       | CE-SAT-1B; SuperDove Flock-4e (5 шт.); Faraday-1                                                             | ССО             | Неудача   |
| 13          | На этапе работы второй ступени произошла полётная аномалия, которая привела к потере ракеты-носителя. Исходя из данных телеметрии, показываемой во время трансляции запуска, через 5 минут 41 секунду после старта ускорение второй ступени остановилось, достигнув скорости около 13 700 км/ч. Ступень продолжила подъём по инерции в течение ещё 26 секунд, достигнув высоты 194,8 км перед тем, как начала снижаться. Ракета должна была вывести на 500-километровую орбиту 67-килограммовый спутник CE-SAT-1B компании Canon, пять 3U-кубсатов SuperDove компании Planet и 6U-кубсат Faraday-1 компании In-Space Missions. Лозунг миссии: «Pics Or It Didn’t Happen» («Фотки или этого не было!»)                                                                             |                    | |                 |           |
| 14          | 31 августа 2020, 03:05 | Махия, LC-1A       | Sequoia | ССО             | Успех     |
| 14          | Запуск 100-килограммового радарного спутника дистанционного зондирования Земли для компании Capella Space на орбиту высотой около 500 км, наклонением 45°. После запуска Rocket Lab сообщила, что в качестве третей ступени, которая вывела спутник Sequoia на орбиту, впервые использовалась их собственная спутниковая платформа Фотон, которая после отделения была переведена в режим действующего спутника First Light для дальнейшего тестирования. Лозунг миссии: «I Can’t Believe It’s Not Optical» («Не поверите, они не оптические») |                    | |                 |           |
| 15          | 28 октября 2020, 21:21 | Махия, LC-1A       | SuperDove Flock-4e (9 шт.), CE-SAT-2B                                                                        | ССО             | Успех     |
| 15          | Запуск 10 спутников дистанционного зондирования Земли для компаний Planet и Canon Electronics. Лозунг миссии: «In Focus» («В фокусе») |                    | |                 |           |
| 16          | 20 ноября 2020, 02:20 | Махия, LC-1A       | APSS-1; Dragracer A, B; BRO 2, 3; SpaceBEE 22-45 (24 шт.), Gnome Chompski                                    | ССО             | Успех     |
| 16          | Запуск 30 спутников на орбиту высотой 500 км. Впервые была выполнена попытка возврата первой ступени ракеты-носителя. Разделение ступеней произошло на высоте около 80 км, после чего с помощью азотных двигателей ступень развернулась на 180°, двигателями по ходу движения. Достигнув апогея на высоте около 100 км ступень начала спуск и, последовательно использовав тормозной и основной парашюты, мягко приводнилась в Тихом океане, в 700 км от места запуска. Ступень будет выловлена и доставлена на сушу для оценки её состояния. Лозунг миссии: «Return to Sender» («Вернуть отправителю») |                    | |                 |           |
| 17          | 12 декабря 2020, 10:09 | Махия, LC-1A       | StriX-α | ССО             | Успех     |
| 17          | Запуск радарного спутника ДЗЗ для японской компании Synspective. Лозунг миссии: «The Owl’s Night Begins» («Да придёт ночь совы!») |                    | |                 |           |
| 2021 год    | |                    | |                 |           |
| 18          | 20 января 2021, 07:26 | Махия, LC-1A       | GMS-T | НОО             | Успех     |
| 18          | Запуск коммуникационного микроспутника в интересах OHB Group. Лозунг миссии: «Another One Leaves The Crust» («Ещё один покинул Землю») |                    | |                 |           |
| 19          | 22 марта 2021, 22:30 | Махия, LC-1A       | BlackSky 7 (BlackSky Global 9), Centauri-3, Myriota-7, Veery Hatchling, RAAF-M2 A и B, Gunsmoke-J, Pathstone | НОО             | Успех     |
| 19          | Запуск спутника ДДЗ для компании BlackSky и наноспутников для разных австралийских компаний. После выведения спутников на 2 разные орбиты, третья ступень, основанная на базе спутниковой платформы Фотон, была переведена в режим спутника Pathstone. Он призван испытать оборудование, необходимое для будущей миссии запуска на окололунную орбиту аппарата CAPSTONE для NASA. Лозунг миссии: «They Go Up So Fast» («Поднялись ввысь так быстро») |                    | |                 |           |
| 20          | 15 мая 2021, 11:11 | Махия, LC-1A       | BlackSky Global (2 шт.)                                                                                      | НОО             | Неудача   |
| 20          | Запуск двух спутников ДДЗ для компании BlackSky. Второй запуск, в рамках которого первая ступень приводнилась с помощью парашюта. Лозунг миссии: «Running Out of Toes» («Кончились все пальцы даже на ногах»). Потеря спутников из-за аномалии, возникшей вскоре после зажигания двигателя второй ступени. |                    | |                 |           |
| 21          | 29 июля 2021, 06:00 | Махия, LC-1A       | STP-27RM (Monolith)                                                                                          | НОО             | Успех     |
| 21          | Запуск аппарата для Космических сил США планировался со стартового комплекса LC-2, расположенного в США, но был перенесён в Новую Зеландию из-за затянувшегося процесса сертификации автономной системы безопасности полёта. Лозунг миссии: It’s A Little Chile Up Here («Здесь наверху немного перечно») |                    | |                 |           |
| 22          | 18 ноября 2021, 01:38 | Махия, LC-1A       | BlackSky-14, BlackSky-15                                                                                     | НОО             | Успех     |
| 22          | Второй из четырёх запланированных на 2021 год запусков по выводу 2 спутников второго поколения BlackSky. Лозунг миссии: Love At First Insight («Любовь с первого озарения») |                    | |                 |           |
| 23          | 9 декабря 2021, 00:02 | Махия, LC-1A       | BlackSky-12 Gen-2, BlackSky-13 Gen-2                                                                         | НОО             | Успех     |
| 23          | Третий из четырёх запланированных на 2021 год запусков по выводу 2 спутников BlackSky. Лозунг миссии: «A Data With Destiny» («Первоклассные данные со смыслом») |                    | |                 |           |
| 2022 год    | |                    | |                 |           |
| 24          | 28 февраля 2022, 20:35 | Махия, LC-1B       | StriX-β | ССО             | Успех     |
| 24          | Первый запуск со стартовой площадки B. Запуск радарного спутника ДЗЗ для японской компании Synspective Лозунг миссии: «The Owls Night Continues» («Ночь совы продолжается») |                    | |                 |           |
| 25          | 2 апреля 2022, 12:41 | Махия, LC-1A       | BlackSky-14 Gen-2, BlackSky-15 Gen-2                                                                         | НОО             | Успех     |
| 25          | Запуск двух спутников BlackSky второго поколения. Лозунг миссии: «Without Mission A Beat» («Миссия за миссией») |                    | |                 |           |
| 26          | 2 мая 2022, 22:49 | Махия, LC-1А       | TRSI-2 & TRSI-3 MyRadar-1 Unicorn-2 Copia AuroraSat-1 E-Space Demo (3 шт) SpaceBEE (24 шт) BRO-6             | ССО             | Успех     |
| 26          | Запуск 34 спутников для различных клиентов. Первая попытка захвата первой ступени ракеты вертолётом. Лозунг миссии: «There And Back Again» («Туда и обратно») |                    | |                 |           |
| 27          | 3-15 мая 2022 | Махия, LC-1B       | CAPSTONE ᛫ Фотон                                                                                             | НОО             | Успех     |
| 27          | Запуск испытательного 12U-кубсата CAPSTONE для NASA на эллиптическую окололунную орбиту, на которой будет находиться будущая лунная орбитальная станция Gateway. |                    | |                 |           |
| 28          | 13 июля 2022, 06:30 | Махия, LC-1А       | NROL-162 (RASR-3)                                                                                            | НОО             | Успех     |
| 28          | Первый из двух запусков для NRO (военно-космической разведки США) |                    | |                 |           |
| 29          | 4 августа 2022, 05:00 | Махия, LC-1B       | NROL-199 (RASR-4)                                                                                            | НОО             | Успех     |
| 29          | Второй из двух запусков для NRO (военно-космической разведки США) |                    | |                 |           |
| 30          | 15 сентября 2022, 20:38 | Махия, LC-1B       | StriX-1 (~100 кг)                                                                                            | ССО             | Успех     |
| 30          | Второй из трёх спутников наблюдения Земли Synspective StriX. Лозунг миссии — «The Owl Spreads its Wings». Это 150-й выведенный спутник Rocket Lab |                    | |                 |           |
| 31          | 7 октября 2022, 17:09 | Махия, LC-1B       | GAzelle (Argos-4,118 кг)                                                                                     | Полярная орбита | Успех     |
| 31          | Спутник на базе платформы OTB General Atomics, основная ПН — ретранслятор спутниковой системы Argos. Лозунг миссии — «It Argos Up from Here». |                    | |                 |           |
| 32          | 4 ноября 2022, 17:27 | Махия, LC-1B       | MATS (50 кг)                                                                                                 | ССО             | Успех     |
| 32          | Спутник исследования атмосферы для Шведского национального космического агентства. Попытка возврата 1 ступени, система сработала, однако, вертолёт не смог подцепить спускающуюся ступень из-за потери телеметрии с неё. Лозунг миссии — «Catch Me if You Can» («Поймай, если сможешь») |                    | |                 |           |
| 2023 год    | |                    | |                 |           |
| 33          | 24 января 2023, 23:00 | MARS, LC-2         | HAWK-6A, HAWK-6B, HAWK-6C                                                                                    | НОО             | Успех     |
| 33          | 3-15 спутников, новая площадка запуска на Среднеатлантическом региональном космопорте |                    | |                 |           |
| 34          | 16 марта 2023, 22:00 | MARS, LC-2         | Capella-9, Capella-10                                                                                        | НОО             | Успех     |
| 34          | Два спутника ДЗЗ Whitney компании Capella Space |                    | |                 |           |
| 35          | 24 марта 2023, 09:14 | Махия, LC-1A       | BlackSky 18, BlackSky 19                                                                                     | НОО             | Успех     |
| 35          | Два спутника наблюдения Земли BlackSky |                    | |                 |           |
| 36          | 8 мая 2023, 01:00 | Махия, LC-1B       | TROPICS-05, TROPICS-06                                                                                       | НОО             | Успех     |
| 36          | Спутники NASA группировки TROPICS для наблюдения за тропическими циклонами в сезон атлантических ураганов |                    | |                 |           |
| 37          | 26 мая 2023, 03:46 | Махия, LC-1B       | TROPICS-03, TROPICS-07                                                                                       | НОО             | Успех     |
| 37          | Вторая миссия по доставке спутников наблюдения за атмосферой NASA группировки TROPICS |                    | |                 |           |
| 38 (HASTE1) | 18 июня 2023, 01:24 | MARS, LC-2         | DYNAMOA | Суборбитальный  | Успех     |
| 38 (HASTE1) | Суборбитальный запуск в конфигурации HASTE (Hypersonic Accelerator Suborbital Test Electron), тестирование гиперзвуковой системы Leidos. |                    | |                 |           |
| 39          | 18 июля 2023, 01:27 | Махия, LC-1B       | Starling 1 — Starling 4, LEMUR-2-MANO, LEMUR-2-DEVERILL-M-T                                                  | НОО             | Успех     |
| 39          | |                    | |                 |           |
| 40          | 23 августа 2023, 23:45 | Махия, LC-1A       | Acadia 1 (Capella-11)                                                                                        | НОО             | Успех     |
| 40          | Запуск нового поколения радиолокационных спутников Acadia компании Capella Space |                    | |                 |           |
| 41          | 19 сентября 2023, 06:33 | Махия, LC-1A       | Acadia 2 (Capella-12)                                                                                        | НОО             | Неудача   |
| 41          | Возникло резкое падение напряжения на второй ступени ракеты на 151-й секунде полета. Причина — электрическая дуга из-за короткого замыкания аккумуляторов системы питания ступени. Сочетание редких условий: AC на DC высокого напряжения, гелий и азот в окружающей среде, повреждение изоляции. Низкое давление и переменный ток способствовали возникновению дуги. |                    | |                 |           |
| 42          | 15 декабря 2023, 4:00 | Махия, LC-1A       | TSUKUYOMI-I                                                                                                  | НОО             | Успех     |
| 42          | Запуск спутника наблюдения земли |                    | |                 |           |
| 2024 год    | |                    | |                 |           |
| 43          | 27 января 2024, 6:34 | Махия, LC-1B       | 4 спутника от Spire и NorthStar Earth & Space                                                                | НОО             | Успех     |
| 43          | Лозунг миссии — «Four Of A Kind». ПН — 4 спутника для отслеживания космического мусора. Успешное приводнение и возвращение первой ступени Electron. |                    | |                 |           |
| 44          | 18 февраля 2024, 14:52 | Махия, LC-1B       | ADRAS-J | НОО             | Успех     |
| 44          | Лозунг миссии — «On Closer Inspection». ПН — спутник ADRAS-J (Active Debris Removal by Astroscale-Japan) компании Astroscale массой 150 кг. Спутник запускается в рамках программы JAXA под названием Commercial Removal of Debris Demonstration Project (CRD2), он призван собрать данные для одной из технологических демонстраций по удалению крупного космического мусора с орбиты Земли. Успешное приводнение и возвращение первой ступени Electron. |                    | |                 |           |
| 45          | 12 марта 2024, 15:03 | Махия, LC-1B       | Strix-3 | ССО             | Успех     |
| 45          | Лозунг миссии — «Owl Night Long». ПН — спутник РСА ДЗЗ группировки Strix японской компании Synspective. |                    | |                 |           |
| 46          | 21 марта 2024, 07:23 | MARS, LC-2         | NROL-123 | НОО             | Успех     |
| 46          | Лозунг миссии — «Live and Let Fly». ПН — 4 малых экспериментальных спутника, запуск в интересах Национального управления военно-космической разведки США |                    | |                 |           |
| 47          | 24 апреля 2024, 22:32 | Махия, LC-1B       | NeonSAT, ACS3                                                                                                | НОО             | Успех     |
| 47          | Лозунг миссии — «Beginning Of The Swarm».ПН — Корейский спутник ДЗЗ NeonSat, экспериментальный аппарат NASA ACS3 (Солнечный парус) |                    | |                 |           |
| 48          | 25 мая 2024, 07:41 | Махия, LC-1B       | PREFIRE-1 | НОО             | Успех     |
| 48          | Лозунг миссии — «Ready, Aim, PREFIRE». ПН — Спутник NASA для климатических исследований |                    | |                 |           |
| 49          | 5 июня 2024, 03:15 | Махия, LC-1B       | PREFIRE-2 | НОО             | Успех     |
| 49          | Лозунг миссии — «PREFIRE And Ice». ПН — Спутник NASA для климатических исследований |                    | |                 |           |
| 50          | 20 июня 2024, 18:13 | Махия, LC-1B       | Kinéis-1,2,3,4,5                                                                                             | Полярная орбита | Успех     |
| 50          | Лозунг миссии — «No Time Toulouse». ПН — первые 5 спутников группировки Kinéis для системы сбора информации Argos, IoT и AIS. |                    | |                 |           |
| 51          | 2 августа 2024, 16:39 | Махия, LC-1B       | Strix-4 | ССО             | Успех     |
| 51          | Лозунг миссии — «Owl For One, One For Owl». ПН — спутник РСА ДЗЗ группировки Strix японской компании Synspective. |                    | |                 |           |
| 52          | 11 августа 2024, 15:18 | Махия, LC-1B       | Acadia 3 (Capella-13)                                                                                        | ССО             | Успех     |
| 52          | Лозунг миссии — «A Sky Full Of SARs». ПН — радиолокационный спутник Acadia компании Capella Space |                    | |                 |           |
| 53          | 20 сентября 2024, 23:01 | Махия, LC-1A       | Kinéis-6,7,8,9,10                                                                                            | Полярная орбита | Успех     |
| 53          | Лозунг миссии — «Kinéis Killed the RadIOT Star». ПН — 5 спутников Kinéis для системы сбора информации Argos, IoT и AIS. |                    | |                 |           |
| 54          | 5 ноября 2024, 10:54 | Махия, LC-1B       | PROTOSAT-1                                                                                                   | НОО             | Успех     |
| 54          | Лозунг миссии — «Changes In Latitudes, Changes In Attitudes». Владелец и назначение запущенного коммерческого спутника не раскрывается. Аппарат зарегистрирован в спутниковом каталоге под названием PROTOSAT-1 как принадлежщий Руанде. Владельцем и оператором спутника предположительно является компания E-Space. |                    | |                 |           |
| 55 (HASTE2) | 24 ноября 2024, 05:00 | MARS, LC-2         | HIPPO | Суборбитальный  | Успех     |
| 55 (HASTE2) | Суборбитальный запуск в конфигурации HASTE (Hypersonic Accelerator Suborbital Test Electron), лозунг миссии — HASTE A La Vista, тестирование гиперзвуковой системы Leidos |                    | |                 |           |
| 56          | 25 ноября 2024, 03:55 | Махия, LC-1B       | Kinéis-11,12,13,14,15                                                                                        | Полярная орбита | Успех     |
| 56          | Лозунг миссии — «Ice AIS Baby». ПН — 5 спутников Kinéis для системы сбора информации Argos, IoT и AIS. |                    | |                 |           |
| 57 (HASTE3) | 14 декабря 2024, 01:00 | MARS, LC-2         | ? | Суборбитальный  | Успех     |
| 57 (HASTE3) | Суборбитальный запуск в конфигурации HASTE (Hypersonic Accelerator Suborbital Test Electron), лозунг миссии — Stonehenge, информация о ПН не объявлена |                    | |                 |           |
| 58          | 21 декабря 2024, 14:17 | Махия, LC-1B       | Strix-2 | ССО             | Успех     |
| 58          | «Owl The Way Up». ПН — спутник РСА ДЗЗ группировки Strix японской компании Synspective. |                    | |                 |           |
| 2025 год    | |                    | |                 |           |
| 59          | 08 февраля 2025, 20:43 | Махия, LC-1A       | Kinéis-16,17,18,19,20                                                                                        | Полярная орбита | Успех     |
| 59          | Лозунг миссии — «IoT 4 You and Me». ПН — 5 спутников Kinéis для системы сбора информации Argos, IoT и AIS.. |                    | |                 |           |
| 60          | 18 февраля 2025, 23:17 | Махия, LC-1B       | BlackSky Gen-3                                                                                               | ССО             | Успех     |
| 60          | Лозунг миссии — «Fasten Your Space Belts». ПН — Первый спутник из серии Gen-3 американской компании BlackSky, назначение — ДЗЗ высокого разрешения (не хуже 0.5 метров). |                    | |                 |           |
| 61          | 15 марта 2025, 00:00 | Махия, LC-1B       | Susanoo-I (QPS-SAR-9)                                                                                        | ССО             | Успех     |
| 61          | Лозунг миссии — «The Lightning God Reigns». ПН — спутник РСА ДЗЗ японской компании iQPS. |                    | |                 |           |
| 62          | 18 марта 2025, 01:31 | Махия, LC-1A       | Kinéis-21,22,23,24,25                                                                                        | Полярная орбита | Успех     |
| 62          | Лозунг миссии — «High Five». ПН — 5 спутников Kinéis для системы сбора информации Argos, IoT и AIS. Завершение развёртывания группировки Kinéis из 25 спутников. |                    | |                 |           |
| 63          | 26 марта 2025, 15:30 | Махия, LC-1B       | OTC-P1, 8 шт.                                                                                                | ССО             | Успех     |
| 63          | Лозунг миссии — «Finding Hot Wildfires Near You». ПН — 8 малых спутников OTC-P1 немецкой компании OroraTech из состава группировки для глобального мониторинга пожаров. |                    | |                 |           |
| 64          | 17 мая 2025, 08:07 | Махия, LC-1A       | Wadatsumi-I (QPS-SAR-10)                                                                                     | ССО             | Успех     |
| 64          | Лозунг миссии — «The Sea God Sees». ПН — спутник РСА ДЗЗ японской компании iQPS |                    | |                 |           |
| 65          | 2 июня 2025, 22:30 | Махия, LC-1B       | BlackSky Gen-3                                                                                               | ССО             | Успех     |
| 65          | Лозунг миссии — «Full Stream Ahead». ПН — Спутник из серии Gen-3 американской компании BlackSky, назначение — ДЗЗ высокого разрешения (не хуже 0.5 метров) |                    | |                 |           |
| 66          | 10 июня 2025, 15:31 | Махия, LC-1A       | Yamatsumi-I (QPS-SAR-11)                                                                                     | ССО             | Успех     |
| 66          | Лозунг миссии — «The Mountain God Guards». ПН — спутник РСА ДЗЗ японской компании iQPS |                    | |                 |           |
| 67          | 26 июня 2025, 17:28 | Махия, LC-1A       | HawkEye 360 Cluster 12                                                                                       | Полярная орбита | Успех     |
| 67          | Лозунг миссии — «Get The Hawk Outta Here». ПН — 4 спутника наблюдения за радиообстановкой компании HawkEye 360, в том числе спутник Kestrel 0A нового типа, созданный по технологии кубсатов и имеющий трансивер для передачи собранный информации через сеть Иридиум |                    | |                 |           |
| 68          | 28 июня 2025, 07:08 | Махия, LC-1B       | Lyra-4 | НОО, 650 км     | Успех     |
| 68          | Лозунг миссии — «Symphony In The Stars». Спутник для передачи трафика IoT группировки Lyra Block-1 австралийского филиала компании EchoStar, . |                    | |                 |           |
| 69          | 5 августа 2025, 04:10 | Махия, LC-1B       | Kushinada-I (QPS-SAR-12)                                                                                     | ССО             | Успех     |
| 69          | Лозунг миссии — «The Harvest Goddess Thrives». ПН — спутник РСА ДЗЗ японской компании iQPS |                    | |                 |           |